# My Prerogative
"My Prerogative" is een newjackswing-single van Bobby Brown uit 1988.
Het nummer was de tweede single van zijn tweede solostudioalbum Don't Be Cruel. "My Prerogative" kwam op nummer 1 terecht in de Verenigde Staten, wat het tot zijn bestverkochte single in de VS maakte.

## Hitlijsten
| Bobby Brown version              | Bobby Brown version |
| Land/Hitlijst (1988)             | Positie             |
| -------------------------------- | ------------------- |
| VS Billboard Hot 100             | 1                   |
| VS Billboard Hot R&B Songs       | 1                   |
| VS Billboard Hot Dance Club Play | 7                   |
| VS Billboard Dance Singles Sales | 2                   |
| Groot-Brittannië                 | 6                   |

### NPO Radio 2 Top 2000
My Prerogative stond alleen in 1999 in de NPO Radio 2 Top 2000, op plek 1743.

## Britney Spears versie
In 2004 coverde popzangeres Britney Spears het nummer voor haar gelijknamige eerste verzamelalbum Greatest Hits: My Prerogative.
De cover werd uitgebracht in oktober 2004 en kwam op nummer 13 terecht in de Nederlandse Top 40. Spears' cover was over het algemeen succesvoller dan het origineel, hoewel Bobby Browns versie succesvoller was in de Verenigde Staten. Spears' cover kwam hoogstens op nummer 101 in de VS, hoewel het hoger zou zijn geweest als downloads hadden meegeteld in de hitlijst. Officiële downloads telden niet mee tot begin 2005 en aangezien haar versie op nummer 2 kwam in de 'Hot Digital Tracks', was het waarschijnlijker dat het nummer binnen de top 60 van de Billboard Hot 100 gekomen zou zijn (downloads telden vanaf 2005 voor 1/3 mee).
Ook was Spears' versie succesvol in Groot-Brittannië: het nummer kwam op nummer 2 en er werden meer dan 180.000 exemplaren van de single verkocht.

### Videoclip
Geregisseerd door Jake Nava beeldt de videoclip van Spears' versie van "My Prerogative" een huwelijksreceptie van Britney en haar man (ook in de werkelijkheid) Kevin Federline uit. Spears rijdt eerst met een auto een zwembad in en danst vervolgens op de auto. Later bereidt ze zich voor op de receptie en aan het eind trouwt ze en viert ze feest. Rolling Stone verkoos de clip als beste video van 2004. Ironisch genoeg koos MuchMusics Fromage de clip als slechtste video van 2004.

### Hitlijsten
| Britney Spears version            | Britney Spears version |
| Land/Hitlijst (2004/2005)         | Positie                |
| --------------------------------- | ---------------------- |
| VS Billboard Bubbling Under       | 101                    |
| U.S. Billboard Hot Digital Tracks | 2                      |
| U.S. Billboard Top 40 Tracks      | 34                     |
| U.S. Billboard Mainstream Top 40  | 22                     |
| U.S. ARC Weekly Top 40            | 15                     |
| Argentinië                        | 11                     |
| Australië                         | 7                      |
| België                            | 3                      |
| Brazilië                          | 7                      |
| Duitsland                         | 3                      |
| Filipijnen                        | 1                      |
| Finland                           | 1                      |
| Frankrijk                         | 18                     |
| Groot-Brittannië                  | 2                      |

| Land/Hitlijst (2004/2005) | Positie |
| ------------------------- | ------- |
| Ierland                   | 1       |
| Indonesië                 | 1       |
| Italië                    | 1       |
| Japan                     | 98      |
| Mexico                    | 6       |
| Nederland                 | 13      |
| Nieuw-Zeeland             | 17      |
| Noorwegen                 | 1       |
| Oekraïne                  | 2       |
| Oostenrijk                | 7       |
| Taiwan                    | 1       |
| 'Tokio Hot 100'           | 10      |
| United World Chart        | 3       |
| Zweden                    | 6       |
| Zwitserland               | 4       |

| My Prerogative in de Nederlandse Top 40 | My Prerogative in de Nederlandse Top 40 | My Prerogative in de Nederlandse Top 40 | My Prerogative in de Nederlandse Top 40 | My Prerogative in de Nederlandse Top 40 | My Prerogative in de Nederlandse Top 40 | My Prerogative in de Nederlandse Top 40 | My Prerogative in de Nederlandse Top 40 |
| Week                                    | 1                                       | 2                                       | 3                                       | 4                                       | 5                                       | 6                                       | 7                                       |
| --------------------------------------- | --------------------------------------- | --------------------------------------- | --------------------------------------- | --------------------------------------- | --------------------------------------- | --------------------------------------- | --------------------------------------- |
| Positie                                 | 29                                      | 20                                      | 13                                      | 18                                      | 28                                      | 35                                      | uit                                     |